# 恶虫威
恶虫威是一种有机化合物，化学式C11H13NO4，属于氨基甲酸酯类杀虫剂，商品名有"Ficam"、"Turcam"等，是世界卫生组织推荐用于控制疟疾的12种杀虫剂之一。